# Flauto d'amore
Il flauto d'amore è uno strumento musicale della famiglia dei flauti traversi, nella quale occupa il posto del mezzosoprano, anche se a volte viene chiamato "flauto tenore". Si tratta di uno strumento traspositore, in La o in Si♭, tagliato un tono o una terza minore sotto il flauto ordinario; è la taglia di flauto intermedia fra il noto flauto traverso da concerto in Do ed il più diffuso flauto contralto. I modelli moderni vengono raramente costruiti e comunque solo su esplicita richiesta.
Diversamente dal flauto contralto, il rapporto fra il diametro del tubo e la lunghezza è molto simile al flauto traverso in Do; ciò permette di avere un timbro più caldo senza perdere la facilità di suono nell'ottava più alta. In rapporto, il flauto contralto ha un maggiore diametro rispetto alla lunghezza del tubo; ciò comporta una maggiore potenza d'emissione nel registro grave, ma crea problemi all'intonazione e alla facilità di suono delle note nel registro più alto.
Alcuni flauti d'amore in Si e in La♭ sono stati realizzati nel XVIII secolo.